# Nobiltà austriaca

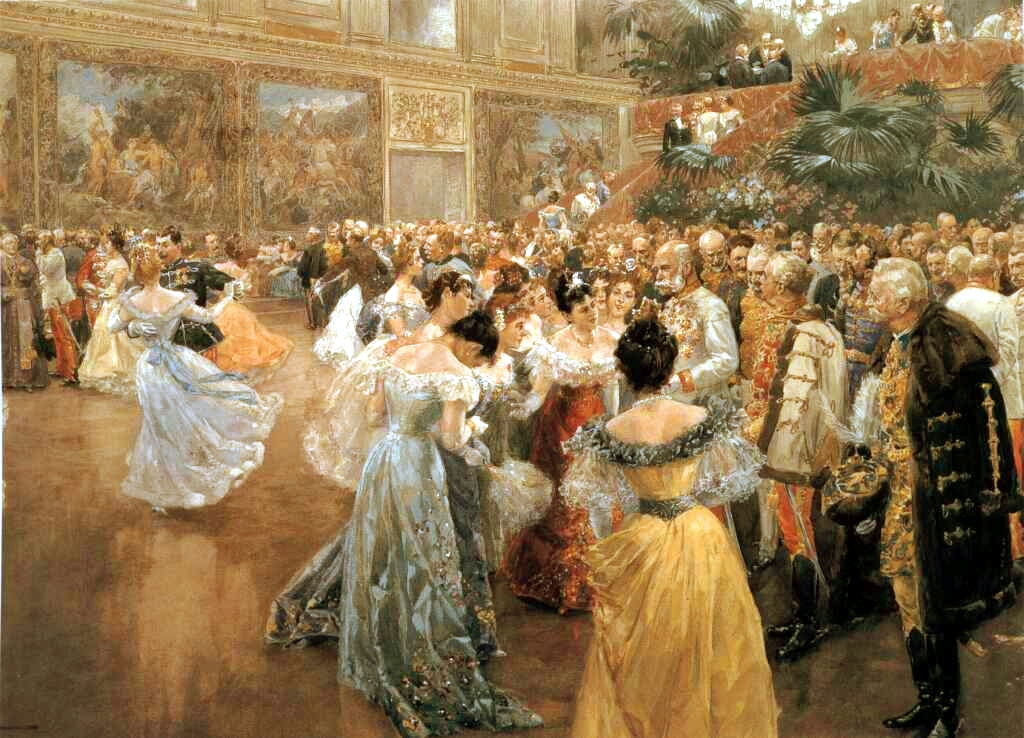
Aristocratici austriaci attorniano l'Imperatore Francesco Giuseppe durante un ballo alla Hofburg, in un dipinto di Wilhelm Gause (1900).

La storica nobiltà austriaca fu una classe sociale privilegiata dell'Austria. La nobiltà venne ufficialmente abolita nel 1919 dopo il crollo dell'Impero austro-ungarico. Le famiglie nobili raccolgono ancora oggi i discendenti delle più eminenti famiglie nobili del passato, che oggi non godono più degli specifici privilegi di un tempo. Il sistema nobiliare austriaco è molto simile a quello tedesco, dal momento che i due stati si trovavano un tempo sottoposti all'entità sovrastatale del Sacro Romano Impero.
Ogni nobile austriaco che viveva nei territori governati dalla casata degli Asburgo aveva l'obbligo di prestare giuramento all'Imperatore, il quale era considerato nello specifico come un membro dell'aristocrazia austriaca, più che tedesca. Questo fatto riguardava più apertamente anche i membri della nobiltà boema, ungherese, polacca, croata e dell'Italia settentrionale.
La religione era in prevalenza cattolica (dal momento che questo era il concetto di base del Sacro Romano Impero), anche se venivano tollerate minoranze protestanti o filo-protestanti che si riscontravano perlopiù in Boemia ed in Transilvania, oltre alla presenza di ortodossi in Galizia ed in Serbia, come del resto persisteva una minoranza aristocratica ebraica.
La nobiltà austriaca è suddivisibile in due categorie:
1. La nobiltà storica vivente nei territori amministrati dagli Asburgo sino al 1918.
2. La nobiltà post-1918 che comprende le personalità intitolate dopo il crollo dell'Impero Austriaco, pretendenti di appartenere alla nobiltà tradizionale[non chiaro].

## Storia
Dal 1453 gli arciduchi d'Austria si garantirono il diritto di concedere la nobiltà ai non nobili, come del resto già faceva l'Arcivescovo di Salisburgo, che rimaneva un territorio indipendente dal governo asburgico. Accanto al ruolo di Sacro Romano Imperatore (che venne mantenuto ininterrottamente dagli Asburgo dal 1438 al 1806), solo pochissimi altri regnanti dell'Impero godevano di questo diritto preziosissimo. Nell'era dell'assolutismo, la nobiltà che risiedeva nelle città divenne ben presto nobiltà di corte ("Hofadel"), facendo del servizio all'Imperatore il proprio scopo primario. Alla corte, erano legate circa un centinaio di famiglie, che per l'appunto possedevano enormi ricchezze e grandi possedimenti terrieri, oltre a giocare un ruolo fondamentale nella politica del paese e nella diplomazia internazionale.
Al crollo del Sacro Romano Impero, nel 1806, gli Asburgo divennero imperatori d'Austria dal 1804 e continuarono a elevare i propri nobili sino al 1918 ai titoli più disparati. Molte di queste famiglie, ottennero nel corso della storia la nobiltà ereditaria e come tale entrarono a far parte del Herrenhaus (camera dei signori), camera alta del Concilio Imperiale d'Austria (ossia il parlamento Reichsrat). Tali diritti vennero confermati anche alle antiche famiglie distintesi in passato nei territori del nord Italia, dove molto spesso persistevano famiglie titolate da stati ora estinti o inglobati nei domini austriaci (in particolare dalla Repubblica di Venezia).

### Nobiltà ebraica
Grazie alla Patente di Tolleranza (Toleranzpatent),  voluta dall'Imperatore Giuseppe II nel 1781, i sudditi ebrei furono quasi equiparati agli altri.
In tale ambito taluni banchieri ebrei e successivamente anche taluni imprenditori e industriali appartenenti a questa tradizione religiosa poterono essere decorati, oltre che con onorificenze varie, anche con titoli nobiliari minori (freiherr= barone, oppure ritter = cavaliere, anche ereditario) per servizio e per lealtà, pur mantenendo la propria fede avita. 
Malgrado i titoli, poiché quella emanata era una patente di "tolleranza"  talune discriminazioni nei confronti degli ebrei restarono presenti, anche per i nobilitati. 
I sudditi ebrei, tantopiù se nobili, poterono godere di pieni diritti rispetto a quelli cattolici a partire dal 1860 quando Francesco Giuseppe abolì le restanti discriminazioni. 
Alcuni nobili, inoltre, una volta ricevuto il titolo, anche per riconoscenza verso l'Imperatore, si convertirono al cattolicesimo (come nel caso del Barone Karl Wetzler von Plankenstern nel XVIII secolo).
Nel complesso delle Comunità ebraiche i nobili ebrei rappresentavano una piccolissima minoranza e nel 1821 a Vienna si contavano 9 famiglie titolate di religione ebraica. 
Il favore della Duplice Monarchia verso i sudditi ebrei ad ogni modo, consentì allo stato un certo maggiore sviluppo dei commerci, delle industrie e delle attività bancarie. 
Tra le più dinamiche e ricche famiglie ebraiche dell'Impero asburgico si ricordano i Rothschild, gli Arnstein, gli Eskeles, i Gomperz, i Kuffner, i Lieben, gli Auspitz, gli Schey von Koromla, i Todesco, i Wertheimstein, i Weißmann ed i Wetzlar detti anche Wetzler von Plankenstern.

## L'abolizione della nobiltà austriaca nel 1919
La Adelsaufhebungsgesetz del 1919 (Legge sull'abolizione della nobiltà) abolì tutti i privilegi della nobiltà austriaca e per questo difficilmente i nobili non più riconosciuti poterono continuare a portare assieme ai loro cognomi le particelle von o zu indicanti le infeudazioni.
Molti elementi della nobiltà, ad ogni modo, continuarono a giocare un ruolo fondamentale nelle faccende di Stato, anche dopo il crollo del sistema imperiale.

## Titoli nobiliari
La nobiltà austriaca era divisa in due categorie:
- Alta nobiltà  (hoher Adel)
- Bassa nobiltà (niederer Adel).

All'alta nobiltà appartenevano principi, duchi, marchesi e conti, mentre il resto dei titolati si poneva nella bassa nobiltà.
Dal 1815, però, a causa del riassetto nobiliare post  Congresso di Vienna, il titolo di principe scese di gerarchia, tra quello di duca e quello di conte, pressoché a pari con quello di marchese, fin praticamente a sostituirlo. Da qua l'alta nobiltà divenne composta da duchi, principi e conti.
- Principe/Principessa (Fürst/Fürstin) (pre-1815)
- Duca/Duchessa (Herzog/Herzogin)
- Marchese/Marchesa (Markgraf/Markgräfin) (era anche definito Margravio, gradualmente sostituito dal Principe dopo il 1815)
- Conte/Contessa (Graf/Gräfin)
- Visconte/Viscontessa
- Barone/Baronessa (Freiherr/Freifrau o Freiin)
- Cavaliere (Ritter) (non esisteva la versione femminile del titolo)
- Nobiluomo/Nobildonna (Edler/Edle)

I membri non regnanti della famiglia imperiale, ottenevano il titolo di Arciduca (o Arciduchessa) (Erzherzog/Erzherzogin) e godevano del trattamento di Altezza Imperiale (Kaiserliche Hoheit); solo il Principe della Corona, l'erede al trono, aveva il titolo di Altezza Imperiale e Reale (Kaiserliche und königliche Hoheit). La moglie dell'Imperatore aveva il titolo di Imperatrice (Kaiserin) e godeva del trattamento di Sua Maestà.
Altri appartenenti a linee collaterali della famiglia imperiale venivano creati duchi o principi con il titolo di Altezza (Hoheit) o Altezza Serenissima (Durchlaucht).

### Fürst / Fürstin(Principe / Principessa)
Vedi: Principi d'Austria-Ungheria

### Erzherzog / Erzherzogin(Arciduca / Arciduchessa)
- d'Austria (Casa d'Asburgo poi Asburgo-Lorena)
- d'Austria-Este (Casa d'Asburgo-Lorena, duchi di Modena ed Este)

### Großherzog / Großherzogin(Granduca / Granduchessa)
- di Toscana (Casa d'Asburgo-Lorena, arciduchi d'Austria del ramo di Toscana)

### Herzog / Herzogin(Duca / Duchessa)
- di Babenberg estinta nel 1246
- di Hohenberg (moglie e figli del successore al trono, l'Arciduca Francesco Ferdinando)
- di Modena ed Este (Casa d'Asburgo-Lorena, duchi di Modena ed Este)
- di Reichstädt (v. Napoleone II)
- di Teschen (Casa d'Asburgo-Lorena, arciduchi d'Austria del ramo di Teschen)

### Markgraf / Markgräfin(Marchese / Marchesa)
Il titolo di Marchese era, nella definizione del Sacro Romano Impero, quello di Margravio.
Come già specificato, il titolo venne poi gradualmente sostituito da quello di Principe, diventando in sostanza una classe nobiliare a parte.
- Gozeni di San Giorgio (Nord Italia)
- Eisner Von Eisenhof (riportati in questa voce in quanto il loro status nobiliare di Principi era equivalente a quello di Marchesi)
- Mina (Nord Italia)
- Csáky-Pallavicini
- Pallavicini

### Graf / Gräfin(Conte / Contessa)
Nella maggior parte dei casi, il trattamento era quello di Erlaucht (Altezza Illustrissima). In tedesco veniva anche titolata con la frase Gräfliche Gnaden (Sua Grazia Comitale).
- (von Abensberg und Traun) Abensberg-Traun
- Aichelburg (or Aichelburg-Zassenegg) U
- (Alberti von Enno)
- Almásy
- Almeida
- (von) Althann
- (von Andechs-Meranien) estinti nel 1248
- Andrassy
- Apponyi
- Arco
- Arz-Vasegg
- (von) Attems (o Attems-Gilleis)
- (Bartolotti von Partenfeld)
- (Barth von Barthenheim), o de Bart(-Barthenheim), col titolo di Reichsgraf dal 2 dicembre 1802
- Badeni
- Baillet (de Latour)
- Bánffy (von Losontz)
- Barbo (von Waxenstein)
- Beck (o Beck-Rzikowsy)
- Belcredi
- Béldi
- Bellegarde
- Belrupt-Tissac
- Berchtold
- Berenyi
- Bethlen
- Blanckenstein
- Bolza
- Bona Casadi Bona
- Bonda Casa di Bonda
- Borkowski
- Bossi-Fedrigotti
- Bozen
- Braida
- Brandis
- (von Breuner-Asparn) estinta nel 1894
- (von Breuner-Nußdorf) estinta nel 1862
- Breunner
- Bubna-Litic
- Bucquoi (von Longueval)
- (Bukuwky von Bukuwka)
- Bulgarini
- (von) Buol-Schauenstein
- Butler (von Clonebough)

- (von) Caboga Casa di Caboga
- (von Caprara)

- Cassis-Faraone
- (von) Cavriani
- (Ceschi di Santa Croce)
- (von) Chorinsky
- Chotek (von Chotkova und Wognin)
- Christalnigg
- Clam-Gallas
- Clam-Martinic
- (von) Clary-Aldringen
- (von) Cobenzl

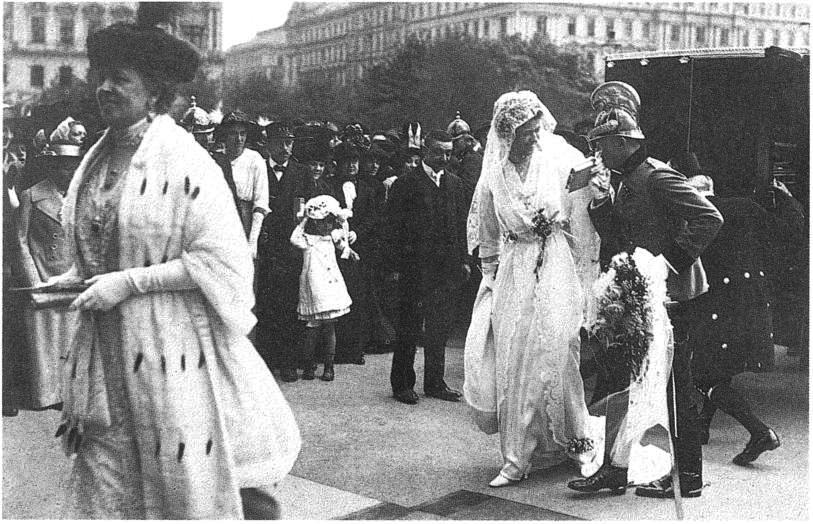
La Contessa di Clam-Gallas (a sinistra, indossante un mantello di ermellino a Vienna, seguita dalla maggiore delle proprie sette figlie, (coppia di destra) la Contessa Gabrielle Clam-Gallas ed il Principe Adolf von Auersperg. Un matrimonio aristocratico rappresentava, allora come oggi, motivo di spettacolo per il pubblico.

- (von Collalto e San Salvatore) Collalto
- (von) Colloredo-Mannsfeld
- Comini von Sonnenberg
- Concini von Penna (Contzin)
- Consolati (von und zu Heiligenbrunn)
- Coreth (zu Coredo und Starkenberg)
- Coronini-Cronberg
- (von) Coudenhove-Kalergi
- Csáky (von Köröszegh) o Csáky-Pallavicini
- Czernin (von und zu Chudenitz)
- Cziraky
- Daun
- Décsey (von Deés)
- Degenfeld-Schonburg
- Des Fours
- Deym-Stritez
- Dezasse (de Petit-Verneuil)
- (von Dietrichstein)
- Dobrzensky (von Dobrzenicz)
- Dohalsky (von Dohalitz)
- Drašković (von Trakostjan, o Draskovich de Trakostjan)
- Dubsky (von Trebomislyc)

- Edelsheim-Gyulai
- Eltz (zu Eltz)
- Emo (-Capodilista)
- (von) Enzenberg
- (von) Erdődy
- (von Eppan) estinta nel 1248
- (von Eppensteiner) estinta nel 1122
- (von Eyczing) estinta nel 1620
- (Vrints zu Falkenstein)
- Falkenhayn
- Ferrari(s)-Ochieppo
- (von) Ficquelmont
- Finck von Finckenstein
- (von) Firmian
- Folliot de Crenneville-(Poutet)
- Forni
- Francken-Sierstorpff
- Fredro
- Fries
- Fünfkirchen

- Gallenberg
- Galler
- Gatterburg
- (von) Ghetaldi-Gondola
- Gleispach
- (von) Goëss
- Gorcey
- Grabowki-Kruska
- Gondola (Graf v. Gondola)
- Gotzen (de)
- Grimani-Giustinian
- Grundemann-Falkenberg
- (von Grünne), col titolo di Graf von Pinchard
- (von) Gudenus

- Hadik (von Futak)
- (zu) Hardegg
- (de la Fontaine und d'Harnoncourt-Unverzagt) Harnoncourt
- (von Harrach zu Rohrau und Thannhausen) Harrach
- Hartenau
- Hartig
- Haslingen
- (von Henckel zu Donnersmarck) Henckel-Donnersmarck
- (von) Herberstein
- Hohenberg
- (von) Hohenems
- (von) Hoyos
- Hunyady-Kethely

- Kálnoky
- Károlyi
- (von Kaszongi)
- (von) Kaunitz
- (von) Keyserling

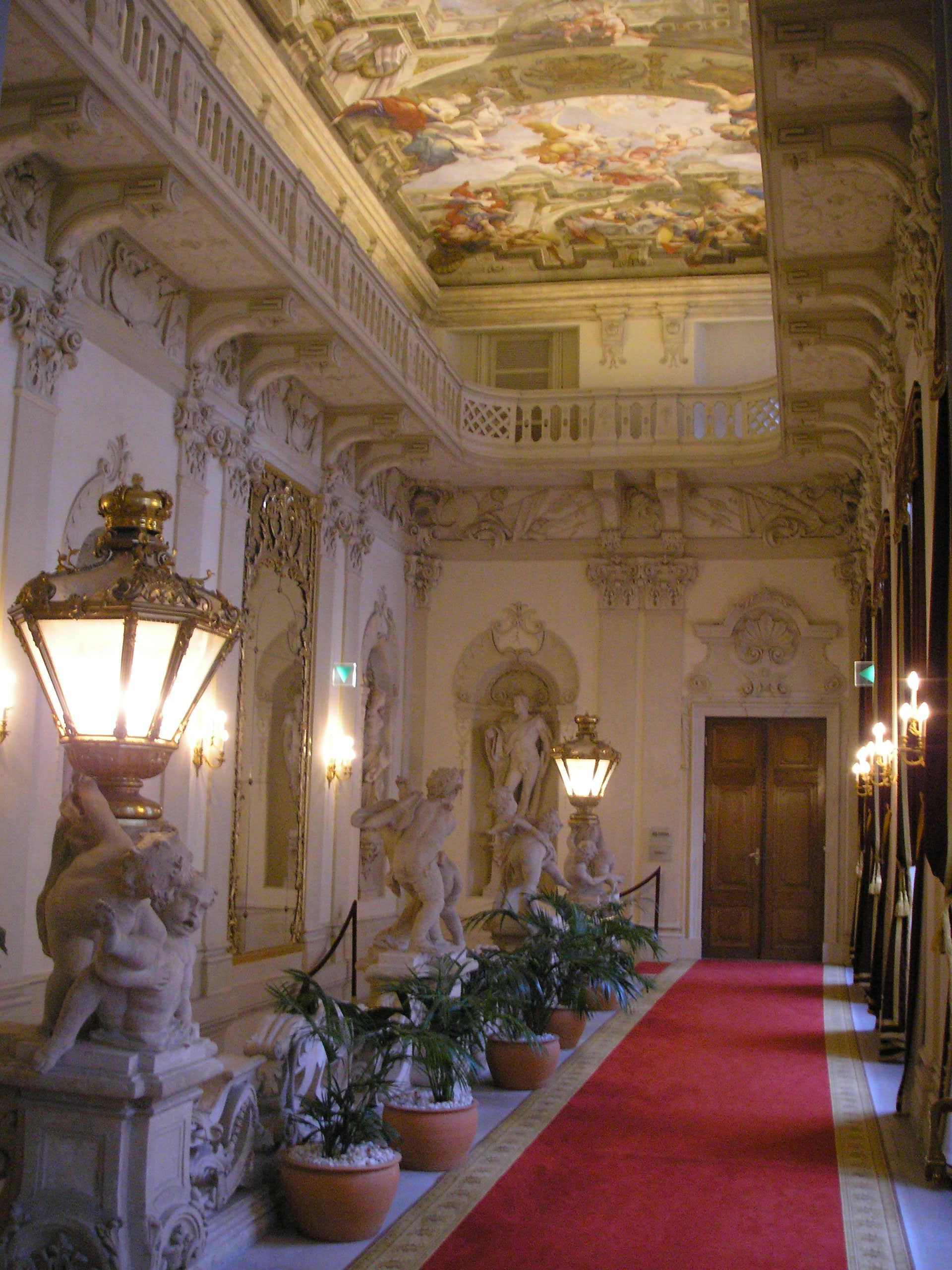
Nel corso dell'epoca barocca, la nobiltà austriaca iniziò a spostarsi in città, dove lasciò splendidi palazzi. Il Palazzo Kinsky a Vienna, appartenente alla famiglia dei Principi Kinsky, è uno dei più rilevanti esempi ancora ai giorni nostri.

- (von) Khevenhüller o Khevenhüller-Metsch
- Kinsky (von Wchinitz und Tettau)
- (von) Kuefstein
- (von) Kollonitsch
- (von) Kolowrat
- (von) Kolowrat-Krakowsky
- (von Kolowrat-Liebsteinsky) estinta nel 1861
- (Königsegg zu Aulendorf)
- Kornis
- Kottulinsky (von Kottulin)
- (von) Krane
- (von)Kruska-Grabowski
- Khuen-Belasi
- (von) Kuefstein
- Küenburg
- Künigl
- Kulmer (zum Rosenpichl und Hohenstein)
- (von) Kurzberg

- (von) Lamberg
- Lanckoronski
- Lanthieri
- Larisch (zu Moennich)
- Lazanski (von Bukowa)
- Ledóchowski
- Lexa (von Aehrenthal)
- Lodron-Laterano
- Lodron-Löwenstein
- Ludwigstorff

- Magnis
- Mailáth
- Mamming
- Matuschka
- Maurer (1919: Mauriello)
- Mels-Colloredo
- (von) Mensdorff-Pouilly, col titolo di Principi di Mensdorff-Pouilly-Dietrichstein
- Meran
- Meraviglia-Crivelli
- (von Mir)
- Mittrowsky
- Montalban (von Prata)
- Montecuccoli
- (von Montfort) estinta nel 1787

- (von) Neipperg
- Neuhaus
- Nikolussi Moz Kheller von Wien Ora Nicolussi Moz Chelle (per lungo tempo situata a Vienna poi spostata sul confine imperiale)

- (von Norman und von Audenhove) Norman-Audenhove
- Nostitz-Rieneck
- Nyary (von Bedegh und Berench)

- Oeynhausen
- O'Donell
- Oppersdorff
- (Orsini und Rosenberg) Orsini-Rosenberg
- Orssich (de Slatevich)
- Osiecimski-Hutten-Csapski
- Ostrowski

- Paar
- Pace
- Pacata
- (Pálffy von Erdöd) Pálffy
- Paumgarten
- Pejačević (Pejacsevich)
- Pellegrini (di Verona)
- Pilati
- Podstatzky-Lichtenstein
- Pötting und Persing
- Potulicki
- Pozza Von Zagorien Casa di Pozza
- Praschma
- Prokesch-Osten
- Radetzky
- Rességuier
- Revertera (o Revertera-Salandra)
- (von) Rohrbacher
- (Jordan-)Rozwadowski (con titolo polacco/galiziano)
- Ruberti de Ottenbach
- Rumerskirch

- Salburg
- Salis
- Saurma
- Scapinelli-Lèguigno

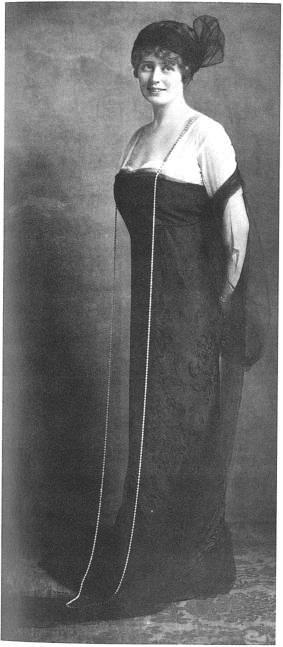
Una giovane contessa appartenente alla famiglia Schönborn in posa per una foto artistica.

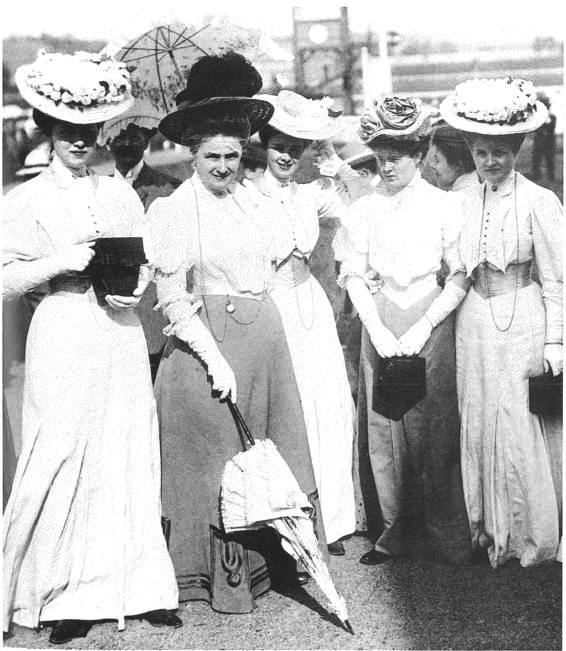
La Contessa Marietta Silva-Tarouca con le proprie figlie ad una corsa ippica a Praga.

- Schallenberg (o Schallenberg-Krassl)
- Scheibler (dal 1896)
- Schirndinger (von Schirnding)
- Schnitzer
- Schmettow
- (von) Schönborn (o Schönborn-Bucheim)
- Schönfeld(t)
- Sedlnitzky-Odrowaz
- Ségur-Cabanac
- Seilern-Aspang
- Serényi
- Sermage
- Siemienski-Lewicki
- Sierakowski
- (de Sylva von Tarouca, o Silva-Tarouca) Silva-Tarouca
- Sizzo-Noris
- Skarbek
- Somogyi (von Medgyes)
- Spangen von Uyternesse
- Spaur
- Spee
- (Matz von) Spiegelfeld
- Sprinzenstein
- Stainach
- Starhemberg
- Sternberg
- Stolberg
- Stras(s)oldo
- (von) Strozzi
- (von Stubenberg) estinta nel 1868
- Stubick
- Stürgkh
- Széchényi

- Taaffe
- Taczanowski (o Dassanowsky; famiglia prussiana a lungo presente in Galizia ed a Vienna)
- Tanzi Blevio
- Tarnowski
- Tattenbach
- Taxis-Bordogna
- Teleki (von Szek)
- Terlago
- (von) Teuffenbach
- (von Thonradel) estinta nel 1620
- (von) Thürheim
- (von) Thun-Hohenstein
- von Thurn-Valsassina
- Tisza (de Boros-Jenö er Szeged)
- Trapp
- Traun
- (von und zu) Trauttmansdorff-Weinsberg, col titolo di Erbgraf
- (von) Trautson
- (von der) Trenck
- Treuberg

- Ueberacker
- (Ungnad von Weißenwolff)

- Vay (von Vaja)
- (Vetter von der Lilie)

- Wagensperg
- Waldburg(-Zeil-Trauchberg)
- Walderdorff

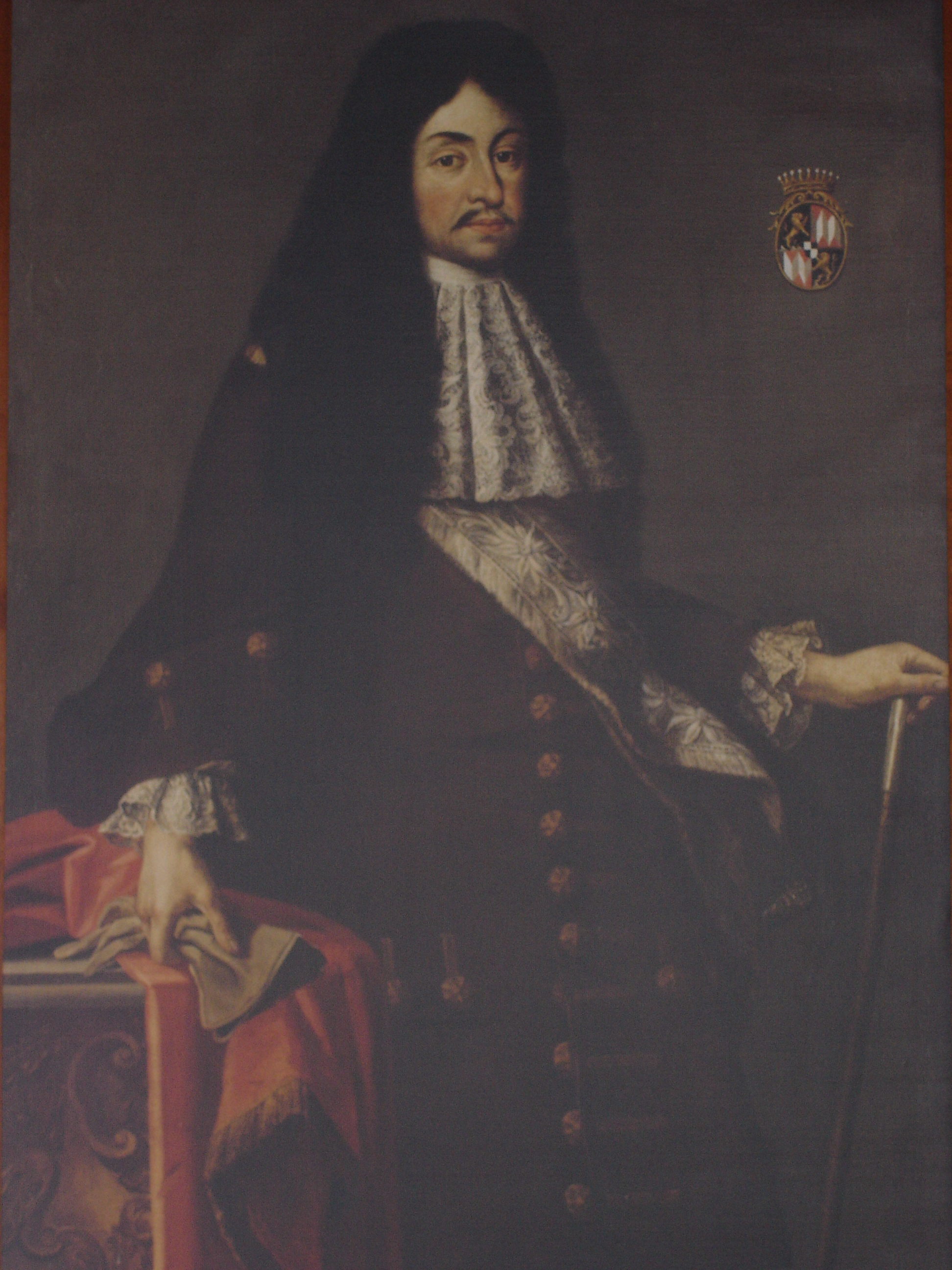
Christoph Sigmund von Welsperg, appartenente ad una famiglia di baroni e poi conti tirolesi.

- Waldstein (o Waldstein-Wartenberg)
- (von Wallis), col titolo di Freiherr auf Carighmain
- Walterskirchen, col titolo di Freiherr zu Wolfsthal
- Wassilko von Serecki
- Weikersheim
- Welczeck
- (Welser von) Welsersheimb
- Welsperg
- Wenckheim
- Wengersky
- Wickenburg
- Widmann-Sedlnitzky
- (von) Wilczek
- (von) Wimpffen
- (von) Wodzicki
- Wolanski
- Wolkenstein
- Wratislaw von Mitrowitz
- (von) Wurmbrand(-Stuppach)
- Wydenbruck
- Zaleski
- Zamoyski
- (von) Zichy(-Ferraris)
- Zerotin
- Zen (famiglia)
- (von) Zinzendorf
- Con il Titolo di Visconti : Visentin

### Freiherr/ Freifrau / Freiin(Barone / Baronessa / Baronessina)
Per il titolo baronale non esistevano speciali trattamenti se non quello di "Gnädiger Herr", "Gnädige Frau" o "Gnädiges Fräulein" che corrispondevano a forme comuni di gentilezza. Bisogna precisare che la parola Freiherr/Freiin/Freifrau corrispondevano correttamente al titolo, mentre il nome di "Baron/Baronin" stava ad indicare coloro che avevano ottenuto il titolo per matrimonio.
- Abele von Lilienberg
- Adamovich (de Csepin)
- (von) Arnstein
- Apfaltern
- (Arz von Straussenburg)
- (von) Auspitz
- (von) Bach
- Bakonyi
- (von) Baselli
- (Berger-Waldenegg)
- Berlakovich
- (von Bienerth)
- Blomberg
- (von) Blumencron
- Buffa (von) Lilienberg
- Bourguignon (von) Baumberg
- Chledowski(von)Pfaffenhofen
- (von Columbus)
- Concini (von Conzin, von Penna)
- (von) Cornaro
- Cseszneky de Milvány
- Di Pauli von Treuheim
- (von) Drasche-Wartinberg
- Eötvös de Vásárosnamény

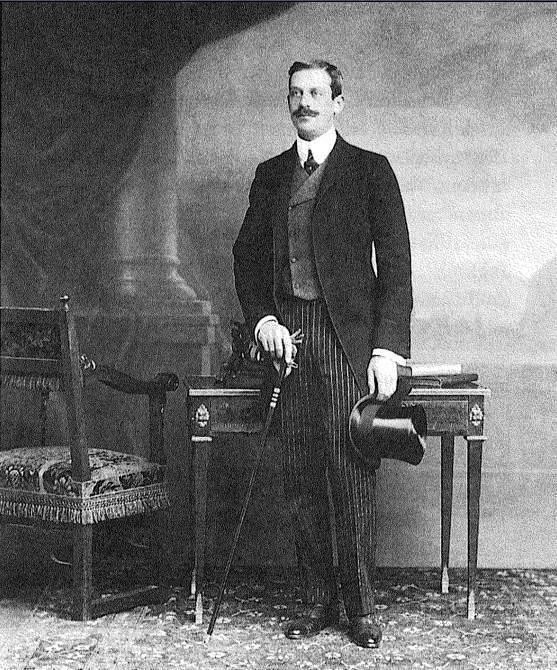
Il Barone Alfons von Rothschild, membro della famosa famiglia dei Rothschild. Già in vita si guadagnò l'epiteto di "perfetto gentiluomo".

- (von) Eröss - ramo austroungarico imparentato con gli Esterházy trasferitosi poi in Italia e in Germania (Baviera)
- (von) Eskeles
- (von) Ferstl
- Fraydt (von) Fraydenegg
- (von Fries)
- (von) Froelichsthal (o von Frölichsthal)
- (von Gagern)
- (von) Gomperz
- (von Ghetaldi-Gondola)
- (von) Haag Nicolaus freiherr von Haag
- (von) Haas
- (von) Hagenauer
- (von) Helfert
- Hermanin von Reichenfeld
- (von) Hess
- (von) In der Maur
- (von Hofkirchen) estinta nel 1692
- (von Isbary)
- (Jörger von Tollet) estinta nel 1772
- (von Marguti)
- (Kalchegger von Kalchberg)
- (Kay von Bebenburg)
- (Kiß von Ittebe)
- (von) Kubinzky
- (von) Klimburg
- (von) Kuffner
- (von) Laudon
- (von) Leitenberger
- (Leonhardi)
- (von) Lieben
- (von) Ludwigstorff
- (von) Lütgendorff
- Matz von Spiegelfeld
- (Mayr von Melnhof) Mayr-Melnhof
- (von) Mensshengen
- Merk von Merkenstein
- (von Miller zu Aichholz) Miller-Aichholz
- Milutinovich-Milovski
- (Nadherny von Borutin)
- (Nagy von Töbör-Ethe)
- Obenaus von Felsöház
- (von) Oppenheimer
- (von) Pereira-Arnstein
- (von) Petz
- (von) Pfanzelter
- Anton von Poljak (croatia)
- (von Prandau)
- (von) Quiqueran-Beaujeu
- Reitzes (von Marienwerth), anche "de Reitzes-Marienwerth"
- (von) Riefel
- Ritter von Zahony
- (von o de) Rothschild, col titolo di Baron
- (von) Ringhoffer
- Salvotti von Eichenkraft und Bindeburg
- (von) Schey
- Schmeltzern (von) Wildmannsek
- (Schey von Koromla)
- (Sebottendorf von der Ronse)
- Seiller-Tarbuk
- (von) Silber
- (von) Sina
- (von Skrbensky)
- (von) Schmeltzern
- (von) Smeltzern zu Wildemannsek
- (von) Smeltzern Wildemannsek
- (von) Spaun
- (von) Stipsicz de Ternova
- (zu) Stübing
- Sypniewski Ritter von Odrowaz (estinta nel 1480)
- Thavonat-Thavon
- (von) Todesco
- Unterrichter von Rechtenthal
- Wadenstierna
- (Jäger von) Waldau
- (von) Waechter
- Wetzler von Plankenstern
- (von Widmann)
- (von) Wildmannsek, Schmeltzern
- (von Weigelsperg)
- (von) Wertheimstein
- (von) Westenholz
- (Zeidler-Daublebsky von Sterneck)
- von Zockel - Zoccolo (zu Zogglen)

### Ritter(Cavaliere)
Anche in questo caso non esisteva un trattamento specifico per il titolo di Cavaliere,  ma "Gnädiger Herr" veniva utilizzato come trattamento di cortesia. Il titolo persisteva solo per i membri maschi e non ne esisteva la versione femminile. Normalmente le dame appartenenti ad una famiglia equestre avevano il titolo di "Edle von".
- Bloch (von Brodnegg), titolata nel 1915
- (von Brasseur)
- Concini (von Conzin-Malgoldt de Casetz)
- (von) Ephrussi
- (von) Epstein
- (von) Doderer
- (Friedmann, Ritter von) Prawy
- (von) Ghega
- von Graben von Stein
- (von Grumpenberger)
- (von Hauslab)
- Horak (von Grybów)
- (von) Karajan
- (von) Klinkosch
- (Korybut de Ostoja)
- (von Kriegelstein), col titolo di Reichsritter e Edler von Sternfeld
- (La Rénotiere, Ritter von Kriegsfeld)
- (von Klaudy)
- (von Kriehuber)
- Launsky (von Tieffenthal)
- (von) Leeb
- (von) Mallmann
- (von) Wildemannsek, Schmeltzern
- (von) Maurer (also Mauerer)
- (Mautner von Markhof) Mautner-Markhof
- (von) Merkl
- (von Miller zu Aichholz) Miller-Aichholz, col titolo anche di Baron
- (von) Nadherny
- (von Nahujowski)
- (von Neumann)
- (von) Pellendorf
- (von Premerstein)
- (von) Ponteuxin
- (von Rumpler)
- (Schönwies von) Schönowsky
- (von Schwarz)
- (Skrebeciowicz de Sielecki, o von Sielecki) Sielecki
- (Stermich von Valcrociata o von Kreuzenthal) de Stermich di Valcrociata: anche con il titolo di Edler von Valrociata o von Kreuzenthal
- (von) Trapp
- (von) Wertheim
- de Weryha-Wysoczanski
- (von) Winiwarter
- (von) Wessely
- Visentin -Vicentin -Visintin
- Zohar von Karstenegg (titolata nel 1917)

### Edler / Edle(Nobiluomo/ Nobildonna)
Non vi era una titolatura ufficiale, ma veniva utilizzato il trattamento "Gnädiger Herr" o "Gnädige Frau" come forma di cortesia.
- Czeicke von Hallburg
- (Fedrigoni von Etschthal)
- (von Günner)
- Hofmann von Hofmannsthal
- (von) Holzmeister
- (von) Khol
- (von Korbuss)
- (Milutinowits von Gottesheim)
- (von) Mises
- (von) Musil
- (von Nespern)
- (Schallber von Schalberg)
- (von Schuppler)
- (Sepp von Seppenburg)
- (von Sternfeld), anche col titolo di Reichsritter von Kriegelstein
- (von) Sypniewski, anche col titolo di "Baron Sypniewski"
- (von) Tanzi
- (von) Thurneyssen
- (von) Webenau
- (von) Weingartner
- (von) Wohl Mucsiny

### Erbsälzer(Patrizio)
Il titolo di erbsälzer spettava ai patrizi della città tedesca di Werl, in quanto erano titolari ereditari (erb-) delle vicine miniere di salgemma (salz).
Si noti pertanto che non si tratta di un titolo conferito in Austria, bensì solo riconosciuto a chi già ne abbia diritto.
- (von) Lilien
- (von) Papen

### Famiglie importanti non titolate o dallo status sconosciuto
- (von) Adlgasser
- (von) Benda
- Bevere (Bebere/Bevereh)
- Bielka-Karlstreu
- (von Brenner)
- (von or de) Chledowski
- (von) Doblhoff
- (Dobner von Dobenau)
- (von) Eidlitz
- (von) Einem
- (von Ernst)
- (von) Fenrich
- (von Fischer)
- (Fischer von See) Carl Fischer von See father of Oberst Hugo Fischer von See, Oberst August Fischer von See (died on Pasubio during the WW1 11.10.1916), Dr. Eduard Fischer von See (K.K. Ministerialrat in Wien)
- (Froschmayr von Scheiblenhof)
- (von Fürstenmühl)
- (von) Gaupp
- (von) Gauster-Filek
- (Gelb von Siegesstern)
- (von) Gera
- (von Göhausen)
- (von Greschke)
- (Grognet d'Orleans)
- Hartung von Hartungen
- (von Hellenau)
- (von) Holbein
- (von) Hornbostel
- Jakabffy (von Nemeshetes und Zaguzsen)
- (Korper von Marienwert)
- (von Lambort)
- (von) Lennkh
- (Levasori della Motta)
- (Lippich von Lindburg)
- (von) Lónyay
- (von Löwenthal-Linau)
- (von) Mendelssohn
- Müller-Hartburg
- (von) Neumann
- (von) Ofenheim
- Pangerz - Pongratz von Triest
- (von Pechmann)
- (von) Prausnitz
- (von Praxenthaler)
- (von Preradovic)
- (von) Radak
- (von Remenyik)
- (von) Rigel
- (von) Rottal
- (von) Saar
- (de) Saeger (dal 1731)
- Schiff (von Suvero)
- (von) Scholten
- (Schönburg-de Laserna)
- Schumacher (von Marienfrid)
- (von) Strachwitz (ottenuta la cittadinanza austriaca, eliminò il "von")
- (von Stremnitzberg)
- (Suchy von Weißenfeld)
- (Toscano dell Banner)
- (Tuschner von Hirschberg)
- (von Ürmenyi)
- (von Zepharovich)
- (von) Zumbusch
- (Zeßner-Spitzenberg)